# Erilophodes wagneri
Erilophodes wagneri là một loài bướm đêm trong họ Geometridae.